# Museo delle Tre Gole
Il Museo delle Tre Gole (重慶中國三峽博物館T, 重庆中国三峡博物馆S, Chóngqìng Zhōngguó Sānxiá BówùguǎnP) è un museo situato nel distretto di Yuzhong della città di Chongqing. Incentrato sulle Tre Gole e sulla storia della città, è uno dei musei più grandi del paese.

## Storia e descrizione
Il museo fu inaugurato nel 2005 e sostituì l'ex museo di Chongqing. Situato nei pressi della Grande sala del Popolo cittadina, esso si occupa della preservazione e dello studio scientifico del patrimonio culturale e dell'ambiente naturale di Chongqing e della regione delle Tre Gole presso il Fiume Azzurro.
La facciata del museo ha le pareti inclinate ed è sormontata da una grande cupola di vetro. L'ingresso presenta figure in bronzo, ampi rilievi e un "corridoio ecologico" di circa 1 km.
L'intera area del museo è di 42.497 m2, mentre l'area espositiva è di 23.225 m2. Le quattro sale principali sono incentrate sulle Tre Gole, sulla storia antica di Chongqing, sugli eventi della città del XX secolo e sulla seconda guerra sino-giapponese. Tra gli oggetti esposti vi sono pitture, calligrafie, porcellane, monete, sculture del periodo Han, costumi popolari della Cina sudoccidentale e oggetti donati da Li Chuli. Vi è inoltre un panorama a 180° che mostra i bombardamenti della città di Chongqing quando era capitale della Cina libera durante la seconda guerra sino-giapponese, e un cinema che proietta lo scenario naturale e sociale delle Tre Gole prima che fosse costruita la diga, il cui modello è presente al primo piano del museo.